# Rădești
Rădești là một xã thuộc hạt Alba, România. Dân số thời điểm năm 2002 là 1411 người.